# 本吉氏
本吉氏（もとよしし）は、陸奥国本吉郡（現宮城県気仙沼市・南三陸町周辺）を統治していた国衆。居城は志津川城（朝日館）（宮城県本吉郡南三陸町志津川下保呂毛）。菩提寺は大雄寺。

## 出自
平安後期から鎌倉初期にかけては奥州藤原氏が本吉郡含む奥州を支配しており、第3代当主藤原秀衡の四男高衡が一帯を支配し、「本吉冠者」と呼ばれた。高衡の末裔が本吉氏を名乗り統治したともいわれる。
戦国期の本吉氏は葛西氏の一族であると考えられており、鎌倉期の当主葛西清信（宗清?）の子に記されている「本吉四郎」の末裔であると考えられる。室町時代に本家から本吉郡の所領を与えられた。
また別説では、同じ桓武平氏良文流である千葉氏の一族であり、頼胤の四男、正胤が祖であるともいわれている。

## 歴史
16世紀前期に起きた永正合戦では、本吉春継が葛西宗清に従って登米氏を攻めたと伝わっている。また、速玉神社（和歌山県新宮市）
に伝わる奉加帳には、主君の葛西宗清とともに春継の名前が記されている。
しかし、宿敵の浜田氏、馬籠氏、歌津衆への対応をめぐり葛西宗家と再三にわたって対立し反乱を起こしている。天正14年（1586年）の反乱では浜田氏等の動員で鎮圧されたのち、領地を削減された。（しかし翌年には浜田氏が反乱を起こし、鎮圧を命じられている。）
奥州仕置で葛西氏が改易されると所領を失い、主家ともに葛西大崎一揆に参加し滅亡したといわれている。

### 参照
1. 1 2 3 4  大石 2015, p. 42.
2. ↑  南三陸観光ポータルサイト.